# 1901-es magyar labdarúgó-bajnokság (másodosztály)
Az 1901-es magyar labdarúgó-bajnokság másodosztálya első alkalommal került kiírásra. A pontvadászatot a 33 FC nyerte, majd a sikertelen osztályozó után, az MFC visszalépésének köszönhetően feljutott az ötcsapatos élvonalba.
A bajnokság 8 budapesti csapat részvételével zajlott. A Magyar FC a 3., a Budapesti EAC a 7., a Magyar AC pedig a 8. forduló után lépett vissza. Az elmaradt mérkőzéseket 0:0-s gólaránnyal számolták el.

## A végeredmény
| #  | Csapat               | M  | GY | D | V  | G+ – G– | GK  | P  | Megjegyzések |
| -- | -------------------- | -- | -- | - | -- | ------- | --- | -- | ------------ |
| 1. | 33 FC (F)            | 14 | 13 | 0 | 1  | 38–7    | +31 | 26 | Osztályozó   |
| 2. | Rákosszentmihályi SE | 14 | 11 | 1 | 2  | 25–14   | +11 | 23 | Osztályozó   |
| 3. | Újpesti TE           | 14 | 7  | 2 | 5  | 16–11   | +5  | 16 |              |
| 4. | Budapesti AK         | 14 | 7  | 1 | 6  | 21–28   | −7  | 15 |              |
| 5. | GWTLE                | 14 | 5  | 0 | 9  | 7–47    | −40 | 10 |              |
| 6. | MAC                  | 14 | 4  | 0 | 10 | 10–13   | −3  | 81 |              |
| 7. | BEAC                 | 14 | 2  | 2 | 10 | 13–14   | −1  | 62 |              |
| 8. | Magyar FC            | 14 | 0  | 0 | 14 | 1–9     | −8  | 03 |              |

Forrás: rsssf.com (angolul) 
A rangsorolás alapszabályai: 1. összpontszám, 2. egymás elleni eredmények összpontszáma, 3. gólkülönbség, 4. szerzett gólok száma.
Az amatőr időszakban (1901–1926) a csapatok többnyire a rövidített nevüket használták.

1A MAC a 8. forduló után visszalépett, hátrelévő mérkőzéseinek 2 pontját 0–0-s gólaránnyal az ellenfeleknek adták.
2A BEAC a 7. forduló után visszalépett, hátrelévő mérkőzéseinek 2 pontját 0–0-s gólaránnyal az ellenfeleknek adták.
3A Magyar FC a 3. forduló után visszalépett, hátrelévő mérkőzéseinek 2 pontját 0–0-s gólaránnyal az ellenfeleknek adták.
(B): Bajnokcsapat, (K): Kieső csapat, (F): Feljutó csapat, (I): Kupainduló, (R): A rájátszás győztese, (KGY): Kupagyőztes

### Osztályozó
A feljutásért osztályozót kellett játszani. A szabályok értelmében a 4. és 5. helyezett csapatnak kellett volna megmérkőznie a másodosztály 1., illetve 2. helyezettjével, mivel azonban az MFC visszalépett, így az FTC-nek kellett játszania.
| 1. csapat | Eredmény | 2. csapat            |
| --------- | -------- | -------------------- |
| FTC       | 10–2     | Rákosszentmihályi SE |
| BSC       | 0–0      | 33 FC                |

A bajnoki bronzérmes magabiztos, 10–2-es győzelemmel biztosította első osztályú tagságát a Rákosszentmihályi SE ellenében. A másik találkozón a másodosztály győztese 0–0-s döntetlent ért el a BSC ellen, így az akkori szabályok értelmében a két csapat nem cserélt osztályt. A csere nem történt meg, azonban a 33 FC az élvonalba jutott: a visszalépett MFC helyét foglalta el.

## Lásd még
- 1901-es magyar labdarúgó-bajnokság (első osztály)

## Külső hivatkozások
- A magyar labdarúgó-bajnokságok végeredményei 1901-től 1910-ig RSSSF (angolul)